# Bountiful, Utah
Bountiful är en stad i Davis County i Utah, USA. Enligt 2010 års folkräkning hade Bountiful 42 552 invånare, vilket gör den till Utahs sextonde största stad. Statistiskt räknas staden till Ogden–Clearfield metropolitan area. 
Staden var, efter Salt Lake City, den andra bosättning som mormonerna grundade i Utah. Perrigrine Sessions och hans familj bosatte sig på platsen den 27 september 1847. Platsen benämndes omväxlande Sessions' Settlement och North Canyon Ward innan den 1855 fick namnet Bountiful, efter en plats i Mormons bok. Bountiful inkorporerades som stad 1892. 
Stadens centrum och ursprungliga delar ligger vid foten av bergskedjan Wasatch Range som reser sig i öst. Västerut är platt landskap som sträcker sig till Stora Saltsjön.
Staden firar varje år "Handcart Days" i samband med Pioneer Day, som är officiell helgdag i Utah.